# Bordetella trematum
 Bordetella trematum  ist ein gramnegatives, nicht-sporenbildendes, aerob wachsendes Bakterium aus der Familie der Alcaligenaceae.

## Eigenschaften
Im mikroskopischen Bild erscheinen Bakterien der Art Bordetella trematum als kleine rundliche Stäbchen, die bei 37 °C Beweglichkeit aufweisen. Sie wachsen auf bluthaltigen Nährmedien in runden Kolonien mit Hämolysesaum und im Gegensatz zu Bordetella pertussis, der Erreger des Keuchhustens und der bekannteste Vertreter der Gattung Bordetella, gut auf MacConkey-Agar – dem geläufigsten Medium zur Anzucht gramnegativer Bakterien in der Medizinischen Mikrobiologie. Weitere typische (Stoffwechsel-)Merkmale sind das Fehlen einer Ureaseproduktion sowie eine negativen Oxidasereaktion. Dafür kann der Nachweis der Nitratreduktion bei B. trematum teilweise positiv ausfallen. Optimal entwickeln sich Kulturen zwischen 35 und 37 °C, also bei durchschnittlicher Normaltemperatur von Menschen, jedoch ist der Bereich zwischen 25 und 42 °C möglich. Dies wird Mesophilie genannt (Vorliebe für mittlere Temperaturen).

## Klinische Bedeutung, Nachweis, Therapie
Während andere Vertreter der Gattung Bordetella einen Tropismus (eine Vorliebe) für Flimmerepithel des Atemtrakts von Warmblütern haben, hat B. trematum eine Sonderstellung, die sich auch in der Namensgebung des Bakteriums wiederfindet. Trema ist ein Wort griechischen Ursprungs, das mit „Bohrloch“ übersetzt werden kann und Bakterien der Spezies B. trematum insofern charakterisiert, als das sie typischerweise aus Wunden nachgewiesen werden können, was abstrahiert als Loch oder Lücke einer Struktur aufgefasst werden kann. Der einzige Nachweis aus einem menschlichen Atemtrakt stammt von einem Patienten mit einem Bronchialkarzinom, also „Lungenkrebs“ – hier war eine gegebene Struktur nicht mehr intakt, dass es sich um Lungengewebe handelt ist dabei nicht ausschlaggebend. Darüber hinaus gelingen Nachweise gelegentlich aus Ohrinfektionen. Diese Sonderstellung innerhalb der Gattung begründet sich in der Unterschiedlichkeit des Lipopolysaccharids bzw. Endotoxins („Giftstoff“ gramnegativer Bakterienhüllstrukturen), welches eine andere Struktur als die Endotoxine anderer Bordetellen aufweist.
In der Regel löst B. trematum im Menschen keine Erkrankung aus. Nachweise sind selten und als Ausdruck einer Grunderkrankung zu betrachten. Soll ein Nachweis geführt werden, gelingt dieser mithilfe unkomplizierter bakterieller Kultur auf zum Beispiel bluthaltigen Medien und anschließender Identifizierung mittels MALDI-TOF MS. Einzelne Fallberichte beschreiben eine Empfindlichkeit des Erregers gegenüber Piperacillin/Tazobactam, Meropenem und unter Umständen Trimethoprim/Sulfamethoxazol, in einem anderen Fallbericht wird die Reinigung von Wunden ohne die Gabe von Antibiotika beschrieben.